# Victoria Highway

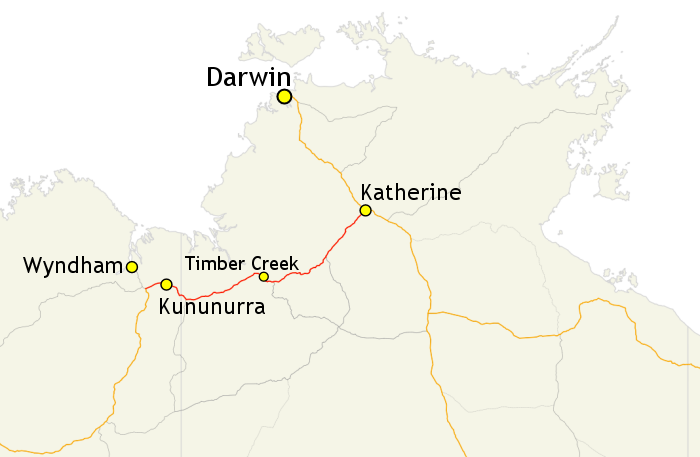
Carte de la Victoria Highway (en rouge).

La Victoria Highway est un axe routier australien reliant l'Australie-Occidentale au Territoire du Nord. A l'ouest, elle se branche sur la
Great Northern Highway (en) à proximité de Kununurra (en Australie-Occidentale) et à l'Est à la Stuart Highway à Katherine (dans le Territoire du Nord).
La plus grande partie de son parcours (470 km sur 555) se trouve dans le Territoire du Nord. En certains endroits, elle longe la rivière Victoria, à laquelle elle doit son nom.
C'est un tronçon du réseau routier reliant Perth à Darwin et de l'autoroute circulaire australienne (Higway 1). 
Juste à l'ouest de la frontière du Territoire du Nord se trouve un embranchement qui permet de rejoindre le barrage de l'Ord River, qui retient les eaux du lac Argyle.

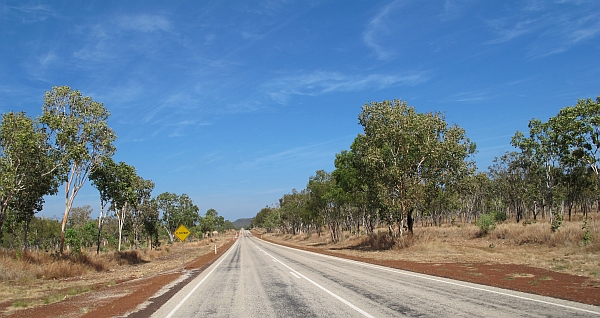
Une vue de la route en 2013.

## Inondations
La route traverse la Victoria près de Timber Creek ; ce tronçon est particulièrement exposé aux inondations entre novembre et avril, pendant la saison des pluies. Jusqu'en 2008, il n'était pas rare qu'il soit coupé pendant des jours, voire des semaines, avec le pont sous plusieurs mètres d'eau au moment des crues. Un nouveau pont évite désormais cet inconvénient.